# 殺しの免許証
『殺しの免許証』（ころしのライセンス、Licensed to Kill）は1965年公開のイギリス映画。アメリカでは、プロデューサーのジョーゼフ・E・レヴィーンによって『The Second Best Secret Agent in the Whole Wide World』（直訳すると「全世界で2番目に優れた秘密諜報員」）というタイトルで公開された。
リンゼイ・ションテフ監督の作品で、出演はトム・アダムスなど。サミー・デイヴィスJr.が歌唱したアメリカ公開時のテーマソングは、『裏切りのサーカス』でも使用されている。

## ストーリー
スウェーデンの科学者とその娘は幾度も暗殺未遂に遭う中、開発した反重力装置をイギリスに提供しようとしていた。ジェームズ・ボンドが不在だったため、イギリス政府は元数学者の諜報員チャールズ・バイン（トム・アダムス）にボディーガード兼暗殺者としての役目を担わせた。

## キャスト
| 役名                   | 俳優                     | 日本語吹替 | 日本語吹替                                   |
| 役名                   | 俳優                     | NET版      | TBS版                                        |
| ---------------------- | ------------------------ | ---------- | -------------------------------------------- |
| チャールズ・バイン     | トム・アダムス           | 山田康雄   | 橋本功                                       |
| ヘンリック             | カレル・ステバネック     | 小山源喜   | 富田仲次郎                                   |
| ジュリア・リンドバーグ | ベロニカ・ハースト       | 武藤礼子   | 清水良英                                     |
| マスターマン           | ピーター・ブル           |            | 上野山功一                                   |
| テッチキノフ           | フェリックス・フェルトン | 滝口順平   |                                              |
| ロックウェル           | ジョン・アーナット       | 中村正     |                                              |
| 不明 その他            | N/A                      |            | 辻村真人 根本嘉也 村越伊知郎 藤本譲 細井重之 |
|                        |                          |            |                                              |
| 演出                   | 演出                     |            | 長野武二郎                                   |
| 台詞                   | 台詞                     |            | 大野隆一                                     |
| 担当                   | 担当                     |            | 浜井誠                                       |
| 効果                   | 効果                     | NET        | TBS ニュージャパンフィルム                   |

- NET版：初回放送1970年9月26日『土曜映画劇場』
- TBS版：初回放送1974年9月16日『月曜ロードショー』